# Dugolančana 3-oksoacil-KoA sintaza
Dugolančana 3-oksoacil-KoA sintaza (EC 2.3.1.199, sintaza 3-ketoacil-KoA veoma dugog lanca, sintaza beta-ketoacil-KoA veoma dugog lanca, kondenzacioni enzim, CUT1 (gen),  (gen),  (gen),  (gen), ELO (gen)) je enzim sa sistematskim imenom malonil-KoA:dugolančana acil-KoA maloniltransferaza (dekarboksilacija i tioestarska-hidroliza). Ovaj enzim katalizuje sledeću hemijsku reakciju
acil-KoA veoma dugačkog lanca + malonil-KoA {\displaystyle \rightleftharpoons } 3-oksoacil-KoA veoma dugačkog lanca + 2 + koenzim A
Ovaj enzim je prva komponenta elongaze, mikrozomalnog proteinskog kompleksa odgovornog za produžavanje palmitoil-KoA i stearoil-KoA u acil sa veoma dugačkim lancima.

## Literatura
- Nicholas C. Price; Lewis Stevens (1999). Fundamentals of Enzymology: The Cell and Molecular Biology of Catalytic Proteins (Third изд.). USA: Oxford University Press. ISBN 019850229X.
- Eric J. Toone (2006). Advances in Enzymology and Related Areas of Molecular Biology, Protein Evolution (Volume 75 изд.). Wiley-Interscience. ISBN 0471205036.
- Branden C; Tooze J. Introduction to Protein Structure. New York, NY: Garland Publishing. ISBN 0-8153-2305-0.
- Irwin H. Segel. Enzyme Kinetics: Behavior and Analysis of Rapid Equilibrium and Steady-State Enzyme Systems (Book 44 изд.). Wiley Classics Library. ISBN 0471303097.

## Spoljašnje veze
- Very-long-chain+3-oxoacyl-CoA+synthase на 